# Іван Боско
Іван Боско (італ. Giovanni Melchiorre Bosco; 16 серпня 1815, Кастельнуово-Дон-Боско — 31 січня 1888, Турин) — італійський священник. Святий Католицької церкви. 

## Дитинство
Іван Боско народився 16 серпня 1815 року в маленькому селі Кастельнуово д'Асті в королівстві П'ємонт на півночі Італії. Ще в дитинстві коли йому було 2 роки, зі смертю батька йому довелось пережити біль втрати всіх тих бідних сиріт, яких пізніше огорне своєю батьківською любов'ю. Тож саме в особі мами Маргарити знайшов приклад християнського життя, який назавжди залишився в глибині його серця.
У 9 років приснився йому віщий сон: що знаходиться він серед великої юрби дітей, які бавляться, але деякі богохулили. Тому Іванко швидко кинувся до них з кулаками, бажаючи стусанами припинити це неподобство. Але тієї ж хвилини побачив перед собою одного Чоловіка, який промовив: «Не бійкою, а добротою та любов'ю муситимеш завоювати цих твоїх друзів … Я дам тобі Вчительку, яка навчить тебе мудрості». Тим чоловіком був Ісус, а вчителькою — Пресвята Богородиця, під опікою якої перебуватиме все своє життя і почитатиме ЇЇ як «Помічницю християн». Різні трюки та фокуси, яких Іван навчився від жонглерів, використовував для того, щоб привернути увагу своїх однолітків і захистити їх від небезпеки гріха: «В моєму товаристві вони не говорять поганих слів» — казав своїй мамі.

## Священик молоді
Щоб цілковито посвятити себе спасінню молоді, вирішив стати священником. Важко працював вдень та навчався вночі для того, щоб мати змогу в 20-річному віці вступити до семінарії в К'єрі та 1841-го року в місті Турин у 26-річному віці бути висвяченим на священника.
В ті часи Турин був переповнений бідними хлопцями, які поневірялись у пошуках роботи, сиротами та безпритульними, які перебували в постійній небезпеці для душі й тіла. Всі вони шукали собі якоїсь роботи і тинялися вулицями непривітного міста. Отець Боско почав збирати їх кожної неділі в церкві, на галявині чи майдані, щоб забавити їх, наблизити їх до Господа, дати чогось попоїсти. Протягом п'яти років, сповнених труднощів, недосипань та непорозумінь, шукав пристановища для своїх бідних вихованців. Нарешті знайшов відповідне місце для відкриття свого першого ораторія (лат. Oratorium — місце молитви), на окраїні Турину — Вальдокко. Тут хлопці знайшли житло, опановували різні ремесла, та найважливіше — вчилися любити Господа. Прикладом цієї єдності з Богом був вихованець Ораторії та отця Боско, Домінік Савіо, якого в 1953 році проголошено святим.
Його «розбишаки» (так їх називав жартівливо) надзвичайно любили свого духовного батька. Багато людей запитувало отця Боска про секрет його системи виховання, а він відповідав: «За допомогою доброти та любові намагаюсь привести до Господа цих моїх друзів». Пожертвував своїм хлопцям все, що мав: скромний маєток, свій час, здоров'я, все своє життя. Посвячуючи себе їм — став святим. Для них заснував Салезіянське Згромадження, що складається зі священиків та братів, які бажають продовжувати його діло: бути вихователями та носіями Євангельської Благовісті для молоді, а особливо найбіднішої. Хотів поширити свою місійну діяльність також і на дівчат. Для цього, разом зі святою Марією Доменікою Мадзарелло, заснував Згромадження Дочок Марії Помічниці християн. Салезіяни та Сестри Салезіянки розійшлись по цілому світі, щоб служити бідній та страждаючій молоді, засновуючи для неї школи, технічні та професійні навчальні заклади, сиротинці, при цьому завжди пам'ятаючи про духовне виховання при ораторіях та парафіях.
Отець Боско присвятив весь свій вільний час (часто і той, що був призначений для відпочинку) написанню та розповсюдженню легких для сприйняття та розуміння брошурок, що були створені з метою християнської освіти молоді.
Він був не лише особою невгасного милосердя, але також одним із великих містиків. Його діло — плід глибокої єдності з Богом, в якій постійно зростав завдяки вірній синівській посвяті волі Господній, завжди та всюди супроводжуваний Пресвятою Богородицею, яка надихала його та керувала всім тим, що робив.
Цілковита єдність з Богом була поєднана з його людською природою, багатою на доброту, інтелект та поміркованість. Вмів добре розпізнавати стан душі. Цю здібність здобув завдяки багатьом годинам, які щоденно проводив у сповідальниці, у молитві перед Євхаристійним Ісусом, та постійним контактом з молоддю й іншими вірними, незалежно від віку чи становища.
Отець Іван Боско сформував цілі генерації святих, наголошуючи своїм вихованцям про першочергове значення любові до Господа у їхньому житті, про цінність доброї смерті, що веде до Раю, про необхідність молитви та втечі від гріха, спокус, про вартість святих тайн Сповіді та Причастя у житті кожного християнина.
«Мої любі, я вас люблю всім серцем, достатньо бути молодими, щоб мати мою любов». Спосіб, в який приділяв увагу та любов кожному з хлопців, був таким винятковим, що кожен вважав себе улюбленцем отця Івана.
«Зустрінете у вашому житті письменників набагато здібніших від мене, але нелегко буде знайти вам когось, хто б любив вас у Христі Ісусі та бажав би вам правдивої радості більше від мене».

## Смерть та народження до неба
Знесилений безупинною працею, тяжко захворів. Тоді багато його хлопців жертвували за нього Господеві власне життя. «… Те все, що я зробив — зробив для Господа… можна було зробити й більше … мої діти це зроблять … бо наше Згромадження є під проводом Господа та під Покровом Марії Помічниці християн». Одне з його передсмертних бажань: «Скажіть молоді, що я чекаю її в Раю…». Помер 31 січня 1888 року на 72 році життя в своїй убогій кімнатці на Вальдокко.
1 квітня 1934 року, в день Воскресіння Господнього, Папа Пій XI, якому пощастило особисто пізнати отця Боска, проголосив його святим.

## Вшанування
На його честь збудовано католицькі церкви, коледжі у державах Європи, Філіппінах. 
Молодіжний навчальний центр імені святого Івана Боско у місті Львів. 
10 лютого 2016 року на території центру встановили статую святого Івана Боско.
16 серпня 2020 року у селі Коростів Львівської області звершено освячення першого в Україні храму святого Івана Боско.

## Галерея

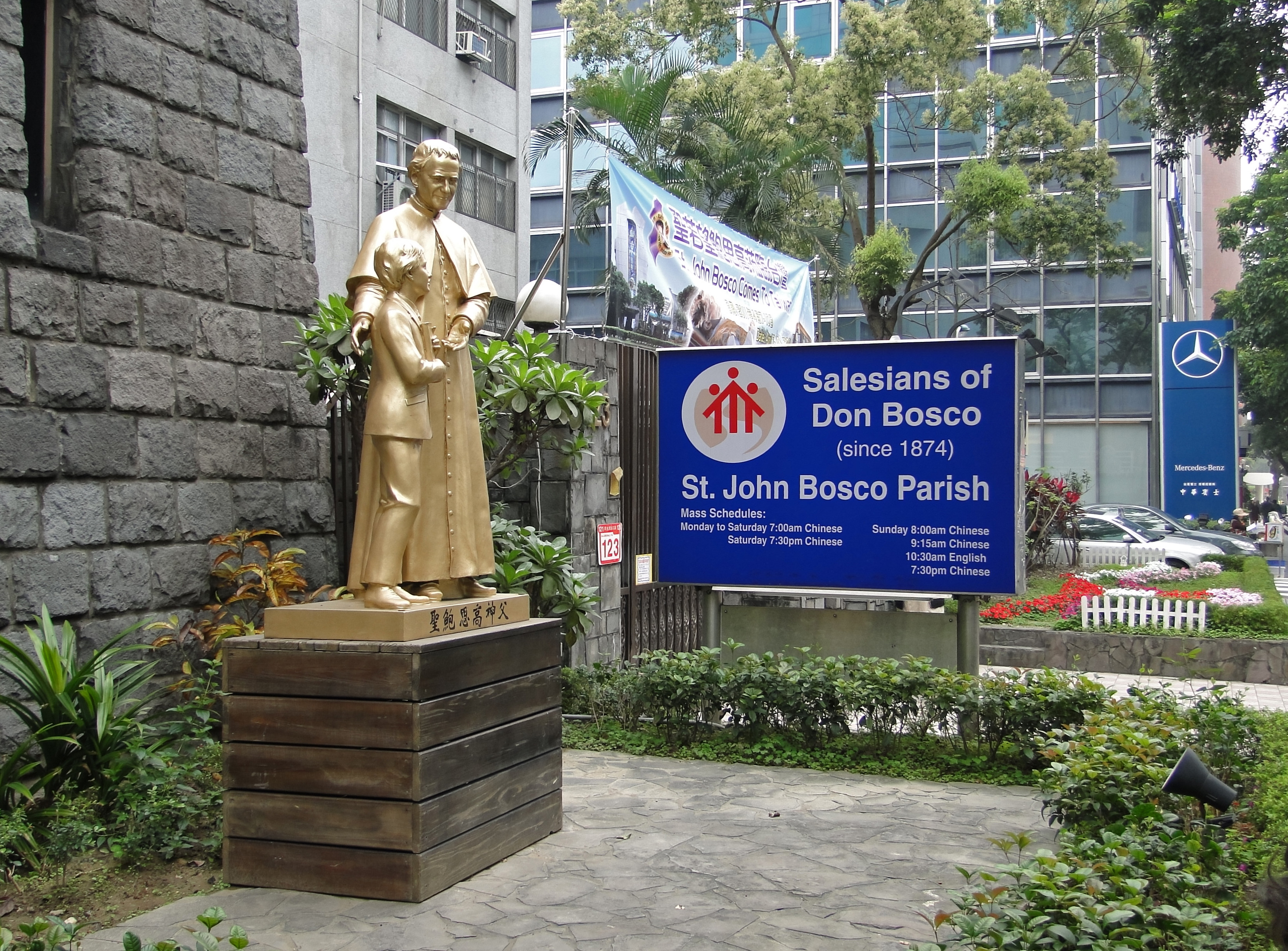
Пам'ятник Боско у місті Тайбей
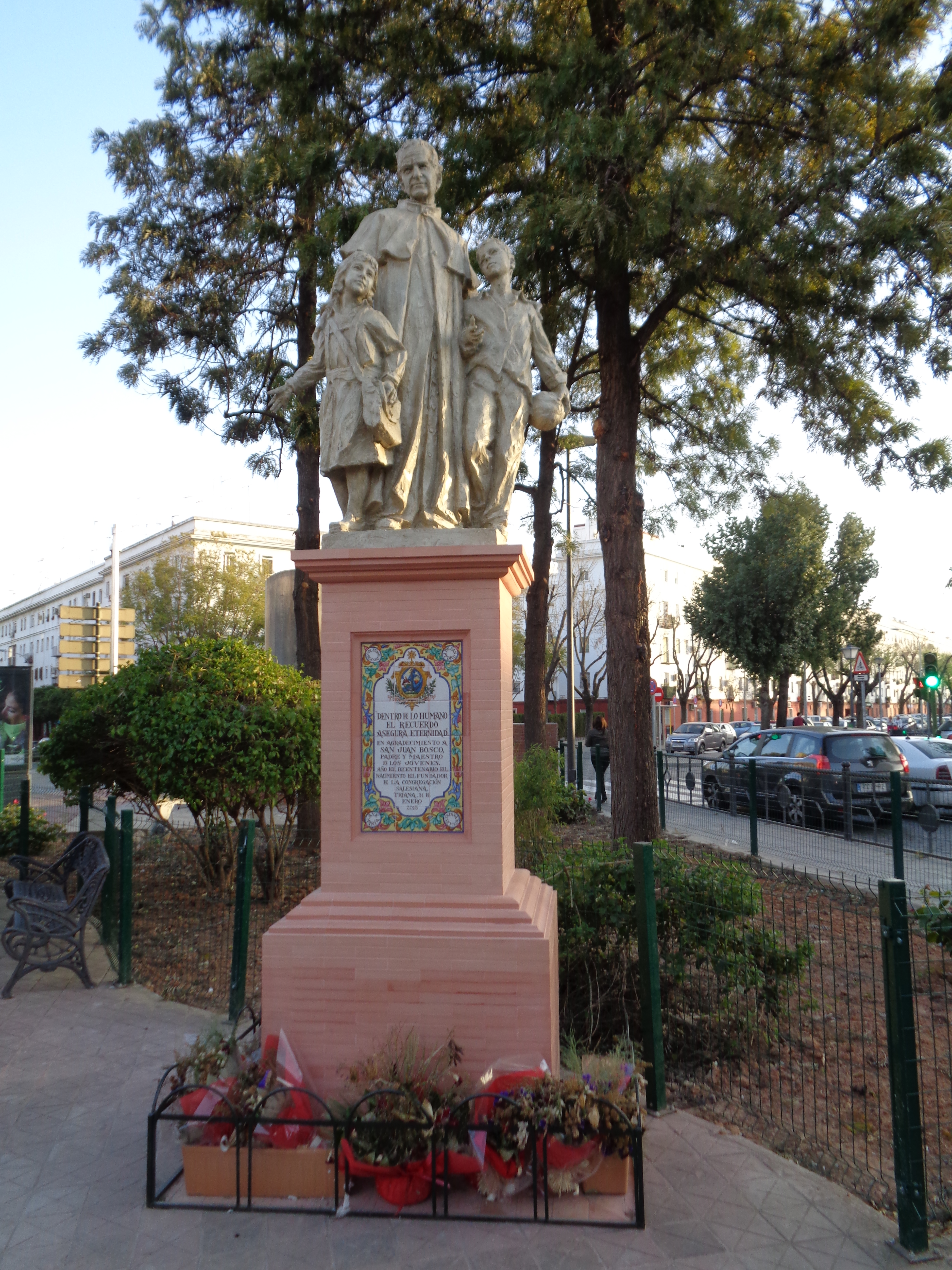
Пам'ятник Боско у місті Севілья (Іспанія)
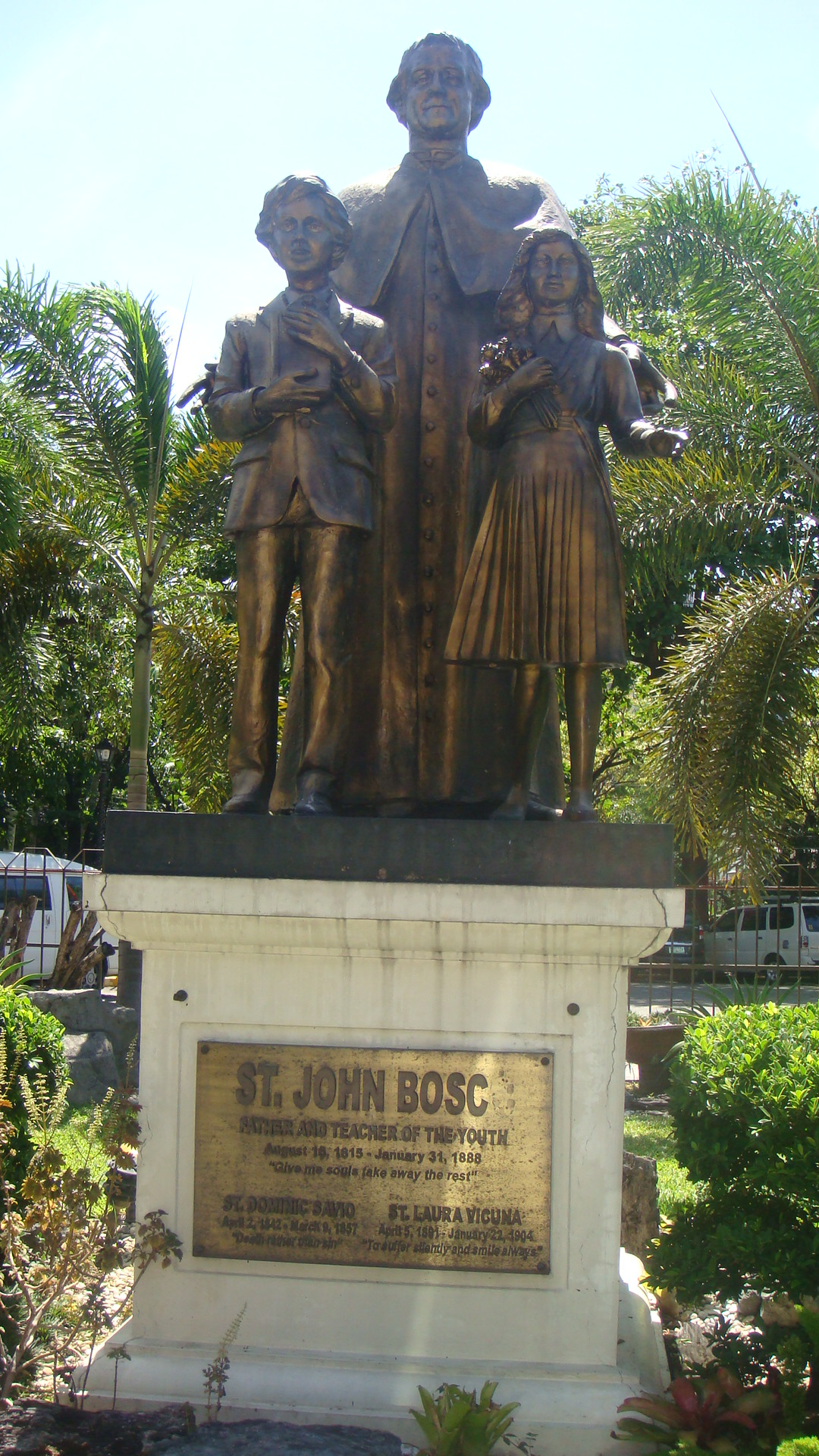
Пам'ятник Івану Боско у місті Макаті (Філіппіни)